# Liste der Naturdenkmale in Cleebronn
| Naturdenkmale | Anzahl |
| ------------- | ------ |
| FND           | 7      |
| END           | 6      |
| Gesamt        | 13     |

Die Liste der Naturdenkmale in Cleebronn nennt die verordneten Naturdenkmale (ND) der im baden-württembergischen Landkreis Heilbronn liegenden Gemeinde Cleebronn. In Cleebronn gibt es insgesamt dreizehn als Naturdenkmal geschützte Objekte, davon sieben flächenhafte Naturdenkmale (FND) und sechs Einzelgebilde-Naturdenkmale (END).
Stand: 31. Oktober 2016.

## Flächenhafte Naturdenkmale (FND)
| Name                               | Bild | Kennung     | Einzelheiten | Position | Fläche Hektar | Datum         |
| ---------------------------------- | ---- | ----------- | ------------ | -------- | ------------- | ------------- |
| Blockmeer „Steinhau“               | BW   | 81250170010 | Cleebronn    | ⊙        | 1,0           | 18. Juli 1986 |
| Feldgehölz „Kalkofen“              | BW   | 81250170007 | Cleebronn    | ⊙        | 0,3           | 18. Juli 1986 |
| Hohlweg „Alte Steige“              | BW   | 81250170004 | Cleebronn    | ⊙        | 0,6           | 18. Juli 1986 |
| Schloßklinge                       | BW   | 81250170005 | Cleebronn    | ⊙        | 0,9           | 18. Juli 1986 |
| Steinbruch am Freudentaler Fahrweg | BW   | 81250170003 | Cleebronn    | ⊙        | 0,5           | 18. Juli 1986 |
| Steppenheide „Michaelsberg“        | BW   | 81250170001 | Cleebronn    | ⊙        | 0,3           | 18. Juli 1986 |
| Steppenheide-Gebüsch               | BW   | 81250170002 | Cleebronn    | ⊙        | 1,0           | 18. Juli 1986 |
| Legende für Naturdenkmal           |      |             |              |          |               |               |

## Einzelgebilde (END)
| Name                     | Bild | Kennung     | Einzelheiten                                          | Position | Fläche Hektar | Datum         |
| ------------------------ | ---- | ----------- | ----------------------------------------------------- | -------- | ------------- | ------------- |
| 1 Linde                  | BW   | 81250170013 | Cleebronn Nicht mehr in der LUBW-Datenbank vorhanden. | ⊙        | 0,0           | 18. Juli 1986 |
| 1 Roßkastanie            | BW   | 81250170009 | Cleebronn                                             | ⊙        | 0,0           | 18. Juli 1986 |
| 1 Speierling             | BW   | 81250170006 | Cleebronn                                             | ⊙        | 0,0           | 18. Juli 1986 |
| 1 Speierling             |      | 81250170011 | Cleebronn Nicht mehr in der LUBW-Datenbank vorhanden. | ???      | 0,0           | 18. Juli 1986 |
| 1 Speierling             | BW   | 81250170012 | Cleebronn                                             | ⊙        | 0,0           | 18. Juli 1986 |
| 2 Mammutbäume            | BW   | 81250170008 | Cleebronn                                             | ⊙        | 0,0           | 18. Juli 1986 |
| Legende für Naturdenkmal |      |             |                                                       |          |               |               |